# Сомов Іван Костянтинович
Іван Костянтинович Сомов (23 вересня 1923 — 26 червня 2002) — радянський військовий льотчик, Герой Радянського Союзу (1944).

## Біографія
Народився 20 вересня 1921 в селі Старолікеєво Нижньогородської губернії (нині Кстовського району Нижньогородської області), в селянській родині. Закінчив 3 курси Горьковського комунально-будівельного технікуму.
З 1940 року в лавах Червоної Армії. У 1941 році закінчив Енгельську військову авіаційну школу пілотів.
У діючій армії сержант І. К. Сомов з лютого 1942 року. Перші 166 бойових вильотів виконав на літаку У-2, як пілот легкобомбардувальної авіації, пізніше домігся переведення в винищувачі. З червня по вересень 1942 служив в 744-му винищувальному авіаційному полку, згодом по листопад 1942 року — в 161-му ВАП, пізніше по січень 1943 року — в 21-му Гвардійському ВАП, а потім, до кінця війни, в 744-му ВАП (86-му Гвардійському ВАП). Воював на Західному, Північно-Західному, Ленінградському, Калінінському, 3-му і 1-му Білоруських фронтах. У боях був поранений і контужений.
До жовтня 1943 року заступник командира ескадрильї 86-го Гвардійського винищувального авіаційного полку (240-я винищувальна авіаційна дивізія, 3-я повітряна армія, Калінінський фронт) Гвардії лейтенант І. К. Сомов здійснив 276 бойових вильотів, з них 110 — на винищувачі, в 35 повітряних боях особисто збив 16 і в складі групи 3 літаки противника.
4 лютого 1944 року за мужність і військову доблесть, проявлені в боях з ворогами, удостоєний звання Героя Радянського Союзу з врученням ордена Леніна і медалі «Золота Зірка» (№ 2821).
Командир ескадрильї 86-го Гвардійського винищувального авіаційного полку Гвардії капітан І. К. Сомов здійснив 399 успішних бойових вильотів, в 71 повітряному бою особисто збив 24 літаки противника і 4 в групі. Останній бойовий виліт зробив 28 квітня 1945 у небі Берліна.
Після війни продовжував служити у ВПС. У 1950 році закінчив Військово-Повітряну академію. Освоїв багато типів реактивних літаків.
З 1976 року полковник І. К. Сомов у запасі. Живучи в Києві, працював начальником відділу Держкомсільгосптехніки УРСР. У 2000-х роках переїхав до Москви.